# Colori e simboli della Casertana Football Club

La Casertana con la tradizionale prima maglia a strisce verticali rossoblu nel campionato 1973-74.

Questa voce raccoglie le informazioni riguardanti i colori e simboli della Casertana Football Club, società calcistica italiana con sede a Caserta.

## La maglia

### Prima divisa

#### Storia
Sin dagli anni 1960, la prima maglia della Casertana si caratterizza per essere una divisa da gioco tradizionalmente a strisce verticali rossoblu ma, prima di arrivare a tale design considerato iconico dai tifosi, nel corso degli anni la casacca dei Falchetti ha cambiato più volte colori e forma. Le immagini delle prime partite giocate dalla Casertana, al tempo chiamata con il nome di fondazione Robur FBC, mostravano la squadra con indosso una camicia bianca e un pantaloncino nero, accompagnati sovente da anche una cravatta nera. Con il passaggio ai colori neroverdi del 1912, la camicia bianca venne sostituita da una maglia da gioco verde con inserti neri mentre i pantaloncini adottati erano bianchi. 
Nel decennio successivo si passò all'adozione dei colori cittadini. Le prime divise rossoblu indossate dai calciatori della Casertana erano blu con una striscia orizzontale rossa al centro, con pantaloncini talvolta bianchi e talvolta rossi a seconda della stagione sportiva. Nel secondo dopoguerra la versione con la striscia orizzontale fu soppiantata da una maglia a tinta unita blu con inserti rossi (come ad esempio il colletto, nelle versioni della maglia che ne prevedevano uno alto) abbinata ad un pantaloncino ancora blu. I pantaloncini potevano anche essere variegati, come nel caso della stagione 1949-50 in cui presentavano una fascia orizzontale bianca sulla parte superiore, in corrispondenza del laccio.
Nel corso degli anni 1950 la maglia a tinta unita fu sostituita per alcune sporadiche stagioni dalle prime divise a strisce verticali. Nella stagione 1962-63 fu invece reintrodotta una maglia a strisce orizzontali. Essa era quasi totalmente blu e presentava colletto con laccio ed una inedita quadrupla banda al centro, di colori (dall’alto verso il basso) rispettivamente bianco, blu, rosso e ancora bianco, con le strisce bianche leggermente più sottili di spessore rispetto alle altre due.
A partire dalla stagione successiva la Casertana adottò stabilmente la maglia a righe verticali rossoblu per volontà del nuovo presidente Giuseppe Moccia. Le strisce che da allora vengono adottate sono tipicamente di egual misura e disposte simmetricamente rispetto alla linea di mezzeria della maglia. Ciononostante, nel corso delle stagioni non sono mancate delle eccezioni a tale standard.

La Casertana con la prima maglia 1977-78. L'asimmetrica divisa di tale stagione si caratterizzava per non avere una striscia verticale blu o rossa centrale, bensì due strisce a colori alternati.

Nel 1973-74 la Casertana adottò una maglia a doppia banda verticale, rossa nella metà sinistra e blu nella metà destra, con manica sinistra blu e manica destra rossa, girocollo blu e pantaloncino, anch’esso, blu. Tale variante è stata poi riproposta (a colori invertiti) alla fine degli anni 1970, dal 1978-79 al 1980-81, e nella stagione 2018-19. La divisa del 1978-79, molto simile a quella del 1973-74, inoltre si particolarizzava per avere collo alto e "a V" interamente blu. Le versioni per le due stagioni successive, invece, prevedevano collo della stessa forma, ma per metà rosso e metà blu: la parte rossa era quella posta in corrispondenza della banda verticale blu sul petto e, viceversa, la parte blu era apposta in corrispondenza della banda rossa. La maglia 2018-19, che poco successo ebbe tra i tifosi data anche la stagione sportiva al di sotto delle aspettative, aveva invece colletto alto bianco, maniche (ancora una volta, l’una rossa e l’altra blu) con inserti bianchi e in corrispondenza del cuore anche il logo celebrativo del 110º anniversario della fondazione della squadra.
Nel 1981-82 si optò per una variazione rispetto alle classiche strisce verticali scegliendo una maglia interamente rossa con inserti e pantaloncino blu. Ad essa seguirono nuovamente divise a strisce rossoblu, in cui esse talvolta furono disposte in modo asimmetrico (ossia non con una sola striscia centrale monocromatica, ma con due strisce centrali di colore diverso, come successe poi nel 1985-86, 1986-87 e 1987-88, dopo che era già accaduto nel 1976-77) o furono disegnate non di uguale misura (1983-84). 

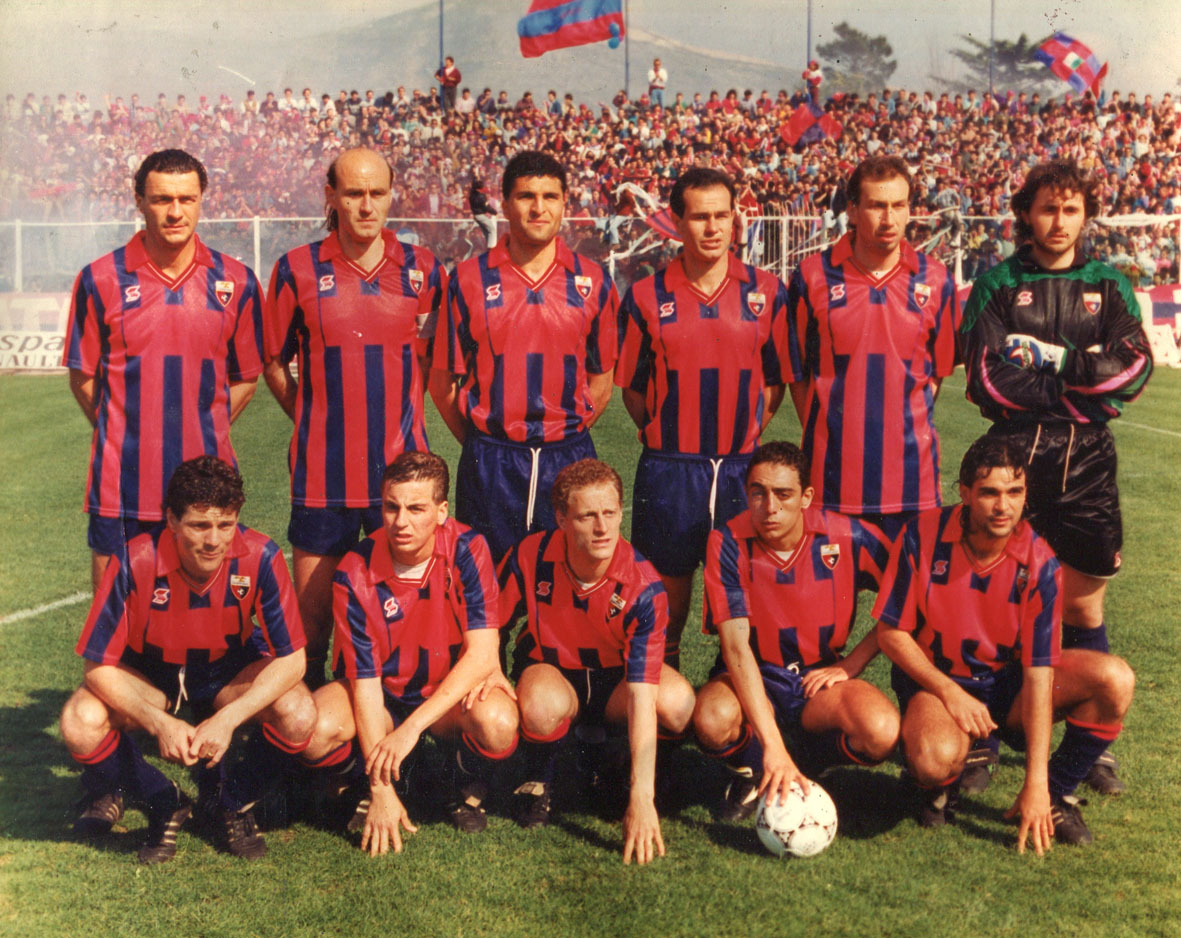
La prima maglia della Casertana 1990-91 prevedeva uno spazio centrale per l'inserimento di un main sponsor, ma tale circostanza non si verificò. Nella prima parte della stagione 1991-92 la maglia fu riutilizzata, sponsorizzata stavolta dal marchio Cocif.

La maglia del 1989-90 fu la prima in cui comparve il logo della società all’altezza del cuore. Due stagioni più tardi, nel 1991-92, la Casertana indossò tre prime maglie diverse nel corso del campionato, in quanto cominciò la stagione con la divisa dell’anno precedente, nella quale le righe erano interrotte da uno spazio rettangolare rosso (riservato al nome del main sponsor), per poi passare ad una seconda versione più tradizionale senza lo spazio rosso ed infine ad una terza maglia, le cui strisce verticali erano bordate da sottili bande color oro. Il concetto di quest’ultima maglia verrà poi ripreso nel 2020-21.
Per la stagione 1998-99 si tornò alla divisa a strisce orizzontali rossoblu, bordate da linee bianche e con uno spazio rosso al centro, anche in questo caso riservato allo sponsor. Particolare fu inoltre la divisa indossata nel girone di ritorno del campionato 2007-08, l'anno in cui si celebrò il centenario della società, caratterizzata da strisce verticali molto sottili.
La divisa della stagione 2013-14, ossia quella del ritorno dei Falchetti tra i professionisti dopo 16 stagioni, presentava uno stile molto semplice, con ampie bande verticali rossblu, tra cui una blu centrale. Una curiosità legata a tale maglia è il fatto che fu donata dal presidente Giovanni Lombardi e dal sindaco di Caserta Pio Del Gaudio a Papa Francesco durante la visita del sommo pontefice nella città della Reggia.
Nel 2015-16 comparirono per la prima volta i nomi dei calciatori sul retro delle maglie in occasione dei playoff per la promozione in Serie B giocati contro il Pordenone. La versione di due stagioni più tardi, nel campionato 2017-18, ha visto l’inserimento di un’immagine della Reggia di Caserta nella parte inferiore della maglia, oltre che di un richiamo al simbolo del falco che compare nel logo della società, inserito all'interno dei numeri di maglia sul retro delle divise.
Tribolata invece la stagione 2020-21. Come già accennato, la Casertana cominciò il campionato con una divisa ispirata a quella con strisce verticali bordate oro del 1991-92. Nella notte tra il 9 e il 10 gennaio 2021 le divise furono rubate dal magazzino dello stadio Pinto da ignoti (il tifo organizzato, seppur in procinto di avviare una contestazione nei confronti della proprietà per il rientro del dirigente Aniello Martone, non ha mai rivendicato ufficialmente il gesto) e poi ritrovate poco dopo. Nelle settimane successive, a causa di un contenzioso tra la proprietà e lo sponsor tecnico Givova, la Casertana non ha potuto usufruire della prima maglia per diverse settimane, optando per giocare con una terza maglia color oro. Con la risoluzione del contenzioso all’inizio di aprile 2021, la Casertana poté scendere nuovamente in campo con la tradizionale maglia rossoblu. La divisa utilizzata non è più quella personalizzata di inizio stagione ma una maglia di listino messa a disposizione dallo stesso sponsor tecnico.

#### Evoluzione parziale
| Anni 1930-1950 | 2006-2007 | 2009-2010 | 2013-2014 | 2014-2015 | 2015-2016 | 2016-2017 | 2017-2018 | 2018-2019 | 2020-2021 (andata) | 2020-2021 (ritorno) |